# اسکین (نوازنده)
اسکین (انگلیسی: Skin؛ زادهٔ ۳ اوت ۱۹۶۷) یک موسیقی‌دان اهل انگلستان است. وی از سال ۱۹۹۵ میلادی تاکنون مشغول فعالیت بوده‌است. نام اصلی او Deborah ann dyer است. وی نوازنده سازهای الکترونیک وو ترانه‌نویس است.
از مشخصه‌های بارز اسکین سر طاس و صدای قدرتمند اوست. اسکین را به عنوان رهبر گروه راک انگلیسی به نام Britrock می‌شناسند.
والدین اسکین جامائیکایی بودند.
او در فیلم آندرون بازی کرده‌است.